# Litsea cordata
Litsea cordata là loài thực vật có hoa trong họ Nguyệt quế. Loài này được (Jack) Hook. f. miêu tả khoa học đầu tiên năm 1886.